# Millennium Metal: Chapter One
Millennium Metal: Chapter One é um álbum da banda Metalium lançado em 1999.
Possui duração de 58 minutos e foi gravado pela Hellion Records.

## Faixas
1. "Circle of Fate (Intro)" - 1:47
2. "Fight" - 3:11
3. "Dream of Doom" - 3:33
4. "Break the Spell" - 3:56
5. "Revelation" - 3:21
6. "Metalium" - 4:35
7. "Metamorphosis" - 5:18
8. "Void of Fire" - 2:39
9. "Free Forever" - 4:09
10. "Strike Down the Heathen" - 3:44
11. "Pilgrimage" - 5:09
12. "Metalians" - 4:08
13. "Smoke on the Water" - 5:36
14. "Burning" - 7:50